# 청평호

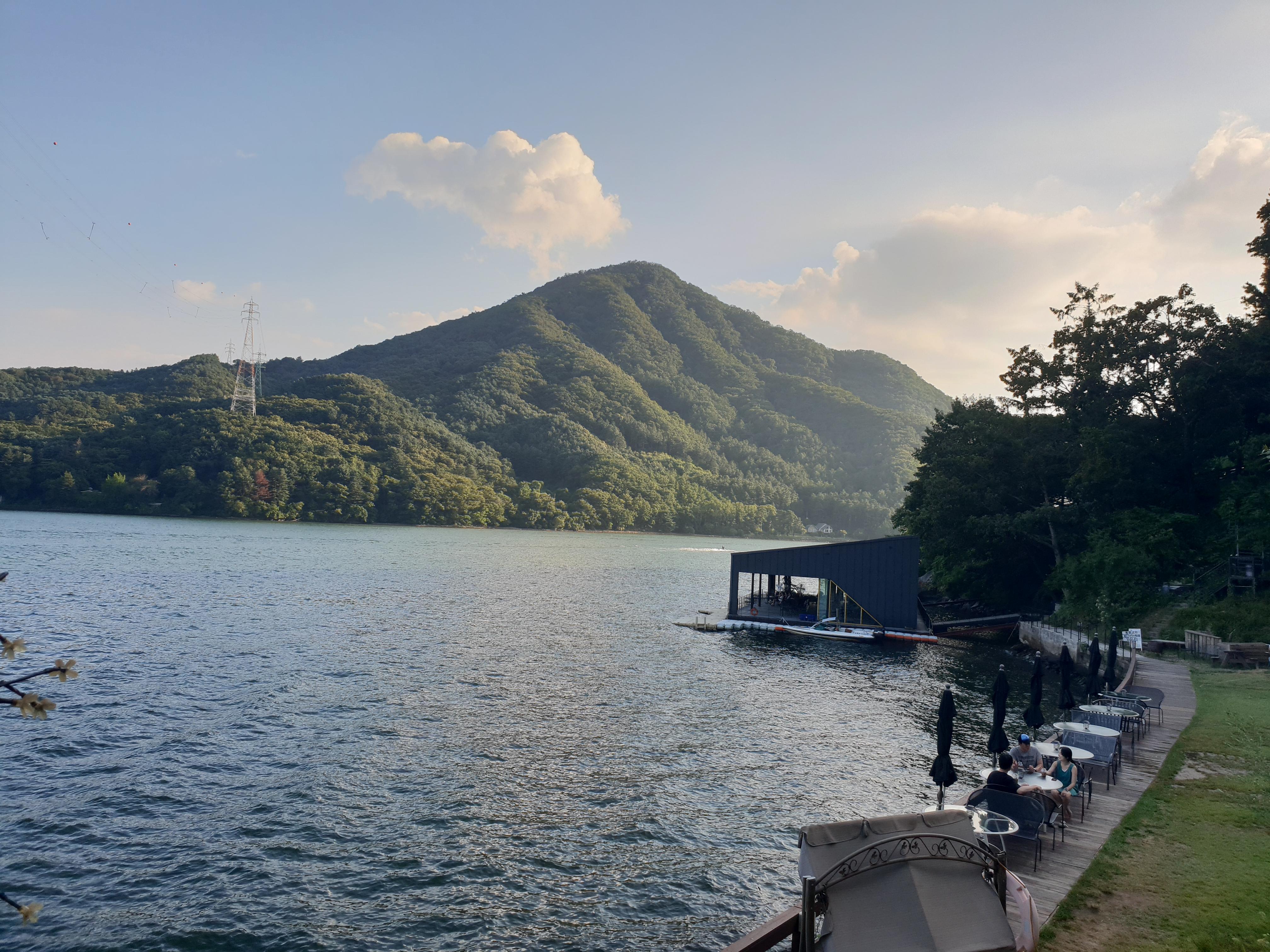
청평호

청평호(淸平湖)는 경기도 가평군 설악면 회곡리에 위치한 인공호수이다. 청평면 청평3리와 설악면 회곡1리 사이에 위치한다.

## 개요
청평댐 건설로 형성된 인공호수이다. 서울을 기준으로 열차·버스·승용차로 50Km 떨어져 있으며 주위에 산과 호반이 있다.
청평도 주변으로 오래된 호반유원지들과 별장들이 자리하고 있으며, 호수 북쪽에 위치한 청평페리 선착장에서 유람선을 이용할 수 있으며 호반에서는 수상스키를 비롯해, 각종 놀이를 즐길 수 있고 숙박시설이 완비돼 있어 4계절 휴양지로 유명하다.